# Coupe du Trône 2018
De Coupe du Trône 2018 is de 62ste editie van het toernooi om de Beker van Marokko. De finale wordt dit jaar op zondag 18 november 2018 gehouden in Stade Moulay Abdallah te Rabat. Raja Casablanca won het afgelopen bekerseizoen de Coupe du Trone, dit door na een penaltyreeks Difaa El Jadida te verslaan. Vanwege de drukke voetbalplanning heeft de Marokkaanse voetbalbond besloten om voor dit bekerseizoen de één-wedstrijd systeem in te voeren, in plaats van de thuis-uit systeem.

## Zestiende finale
| Wedstrijd | Thuisploeg                | Eindstand | Uitploeg                 |
| --------- | ------------------------- | --------- | ------------------------ |
| 1         | Olympique Khouribga (1)   | 2-0       | Najah Souss (4)          |
| 2         | RSB Berkane (1)           | 2-1       | Union de Touarga (4)     |
| 3         | AS Salé (2)               | 1-2       | FUS Rabat (1)            |
| 4         | Difaa El Jadida (1)       | 4-0       | Rachad Bernoussi (3)     |
| 5         | Kawkab Marrakech (1)      | 1-2       | Wydad Casablanca (1)     |
| 6         | IR Tanger (1)             | 1-0       | Moghreb Athletic Tétouan |
| 7         | Raja de Beni Mellal (2)   | 0-1       | Olympique Safi (1)       |
| 8         | Renaissance Zemamra (2)   | 0-1       | Hassania Agadir (1)      |
| 9         | Mouloudia Missour FC (4)  | 1-2       | Stade Marocain (3)       |
| 10        | IZ Khémisset (2)          | 1-0       | FAR Rabat (1)            |
| 11        | Wydad de Fès (2)          | 3-2       | US Sidi Kacem (2)        |
| 12        | Racing Casablanca (1)     | 0-1       | Olympique Dcheira (2)    |
| 13        | Nasma Sportif Séttat (4)  | 0-1       | Rapide Oued Zem (1)      |
| 14        | US Amal Tiznit (4)        | 1-2       | Wydad Témara (2)         |
| 15        | Chabab Rif Al Hoceima (1) | 0-4       | KAC Kenitra (2)          |
| 16        | Chabab Atlas Khénifra (2) | 0-1       | Raja Casablanca          |

## Achtste finale
| Wedstrijd | Thuisploeg              | Eindstand    | Uitploeg              |
| --------- | ----------------------- | ------------ | --------------------- |
| 17        | Olympique Khouribga (1) | 0-1          | RS Berkane (1)        |
| 18        | FUS Rabat (1)           | 0-0 (3-4 p.) | Difaa El Jadida (1)   |
| 19        | Wydad Casablanca (1)    | 2-0          | IR Tanger (1)         |
| 20        | Olympique Safi (1)      | 0-0 (4-2 p.) | Hassania Agadir (1)   |
| 21        | Stade Marocain (3)      | 1-0          | IZ Khémisset (2)      |
| 22        | Wydad de Fès (2)        | 1-1 (5-4 p.) | Olympique Dcheira (2) |
| 23        | Rapide Oued Zem (1)     | 5-0          | Wydad Témara (2)      |
| 24        | Raja Casablanca (1)     | 3-1          | KAC Kenitra (2)       |

## Kwart finale
| Wedstrijd | Thuisploeg           | Eindstand | Uitploeg            |
| --------- | -------------------- | --------- | ------------------- |
| 25        | RS Berkane (1)       | 2-0       | Difaa El Jadida (1) |
| 26        | Wydad Casablanca (1) | 2-1       | Olympique Safi (1)  |
| 27        | Stade Marocain (3)   | 2-3       | Wydad de Fès (2)    |
| 28        | Rapide Oued Zem (1)  | 0-1       | Raja Casablanca (1) |

## Halve finale
| Wedstrijd | Thuisploeg          | Eindstand    | Uitploeg             |
| --------- | ------------------- | ------------ | -------------------- |
| 29        | RS Berkane (1)      | 1-1 (6-5 p.) | Wydad Casablanca (1) |
| 30        | Raja Casablanca (1) | 1-1 (3-4 p.) | Wydad de Fes (2)     |

### Finale
|                            |                                         |       |                                        |                                                                      |
| 18 november 2018 15:00 UTC | RS Berkane                              | 2 – 2 | Wydad de Fès                           | Stade Moulay AbdAllah, Rabat Scheidsrechter: Samir Geuzzaz (Marokko) |
| 18 november 2018 15:00 UTC | Ferhane 57' Naji 90'                    |       | Mamadou 59' Jerrari 77'                | Stade Moulay AbdAllah, Rabat Scheidsrechter: Samir Geuzzaz (Marokko) |
| 18 november 2018 15:00 UTC | Strafschoppen                           |       |                                        | Stade Moulay AbdAllah, Rabat Scheidsrechter: Samir Geuzzaz (Marokko) |
| 18 november 2018 15:00 UTC | Nemsaoui Laachir Mokadem El Helali Aziz | 3-2   | Briguel Afsal Ngoundo Diane Benjelloun | Stade Moulay AbdAllah, Rabat Scheidsrechter: Samir Geuzzaz (Marokko) |

## Winnaar
| Winnaar Coupe du Trône 2018 RS Berkane 1e titel |